# Odense

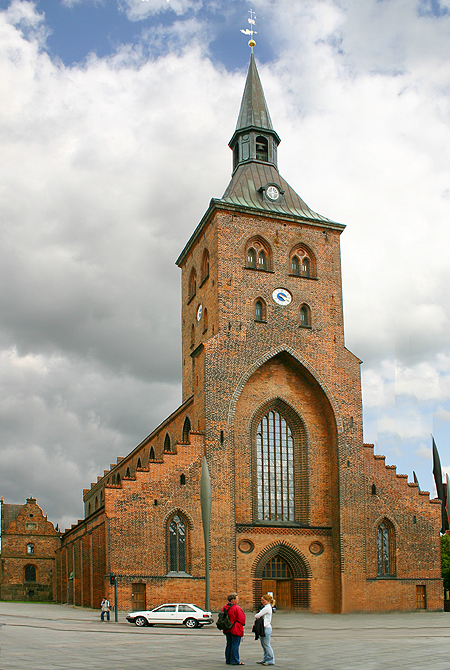
Katedra św. Kanuta w Odense

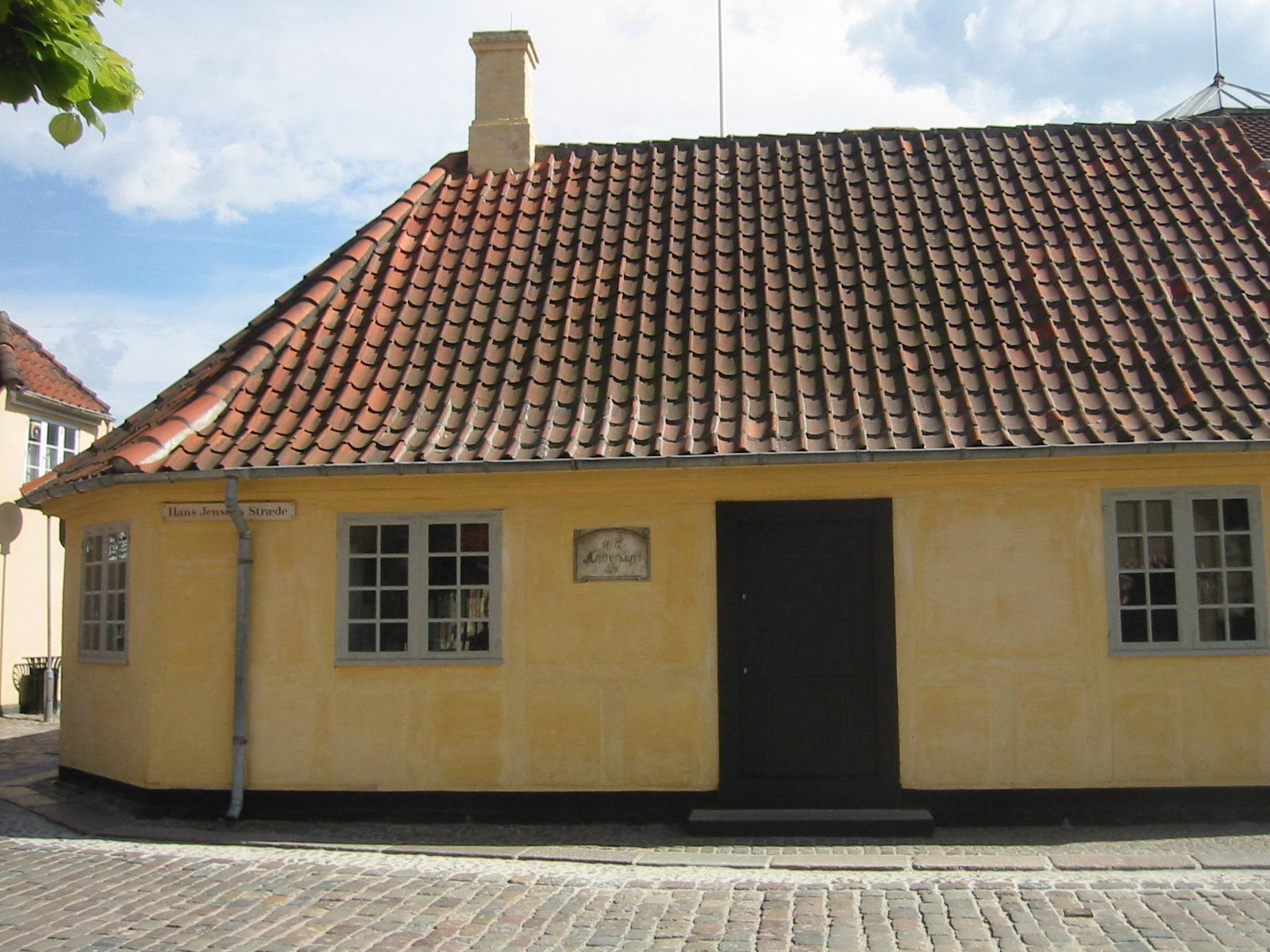
Dom H.Ch. Andersena w Odense

Odense (duń. wymowaⓘ) – trzecie pod względem wielkości miasto Danii, położone na Fionii, u ujścia do zatoki Odense Fjord. Odense zamieszkuje 182,4 tys. osób (2023). Jest to jedno z najstarszych duńskich miast; w 1988 r. obchodziło tysięczną rocznicę powstania. Siedziba gminy Odense.
W Odense urodził się Hans Christian Andersen. Pochodzą stąd również duńska tenisistka Caroline Wozniacki, piosenkarka MØ, aktorzy kultowego filmu Gang Olsena – Ove Sprogøe (Egon Olsen), Morten Grunwald (Benny Frandsen) i żużlowcy: Hans N. Andersen, Nicki Pedersen oraz Peter Kildemand. Znajduje się tutaj stacja kolejowa Odense.

## Historia
Dokładna data powstania miasta jest trudna do ustalenia. W czasach przed chrystianizacją Danii istniało tutaj miejsce kultu Odyna, od którego miasto wzięło swoją nazwę. Pierwsze dokumenty, w których Odense jest wzmiankowane, pochodzą z 988 r. (przywileje cesarza Ottona III dla nowo powstałego biskupstwa w Odense). Kronikarz Adam z Bremy opisał w latach 70. XI w. Odense jako wielkie miasto. Wydarzeniem, które odcisnęło bardzo wyraźne piętno na historii miasta, było zamordowanie króla Danii i późniejszego świętego, Kanuta w 1086 r. Król został zabity wraz ze swoim bratem Benedyktem i towarzyszącymi mu osobami przed ołtarzem ówczesnego kościoła św. Albana. W 1101 r. Kanut został kanonizowany, a kościół w którym poniósł śmierć nazwano jego imieniem. Wkrótce przy kościele, który stał się miejscem pielgrzymek wiernych, powstał klasztor benedyktyński, a po nim wiele innych. W średniowieczu Odense było otoczone wałami obronnymi i fosą, a dostęp do miasta prowadził przez bramy. Na początku XVI w. królowa Danii Krystyna saska obrała sobie za siedzibę Odense. Rezydowała ze swoim dworem na zamku Næsbyhoved koło miasta, ale i w samym Odense miała również swoją siedzibę. Tutaj też zmarła w 1521 r.
W 1803 r. wykopano kanał łączący miasto z fiordem, co było od dawna oczekiwaną inwestycją, ponieważ od XVI w. Odense było ważnym ośrodkiem handlowym i dotkliwie odczuwało brak bezpośredniego dostępu do morza. Szczególny rozwój miasta nastąpił w XVIII w. z powodu korzystnych kontaktów handlowych z Lubeką i Norwegią. W 1805 r. w Odense urodził się Hans Christian Andersen. Wiek XIX oraz XX zaznaczyły się raptowną industrializacją miasta oraz dalszym rozwojem handlu, na co m.in. wpłynęło wybudowanie linii kolejowej łączącej Odense z Jutlandią i Zelandią w 1865 r. Odense było pierwszym miastem na duńskiej prowincji, które otrzymało oświetlenie gazowe ulic, kanalizację oraz elektryczność. W latach 1940–1945 okupowane przez Niemców. Po wprowadzeniu stanu wyjątkowego w sierpniu 1943 r. w mieście doszło do potyczek ze stacjonującymi tutaj Niemcami. Wyzwolone w maju 1945 r. przez duński ruch oporu i wojska brytyjskie. Od 1966 r. Odense jest miastem uniwersyteckim.

## Herb
Herb Odense zawiera elementy odnoszące się do historii miasta. Centralną jego postacią jest król Danii św. Kanut w błękitnej zbroi i złotej koronie trzymający w prawej ręce błękitny sztandar ze złotą lilią, a w lewej dłoni złote jabłko królewskie, które wraz z koroną jest oznaką jego władzy monarszej. Lilia na sztandarze jest symbolem NMP. Pod postacią króla widnieje jeszcze jedna złota lilia, która jest symbolem św. Kanuta, a obecnie jest także używana, obok herbu, jako symbol Odense. Za postacią króla widnieją dwa główne kościoły miasta w kolorze czerwonym: NMP i św. Kanuta. W tym ostatnim król poniósł śmierć. Tło herbu białe.
Herb Odense znany jest z pieczęci miejskiej z 1460 r., a w obecnej postaci został oficjalnie zatwierdzony dopiero w 1938 r.

## Zabytki i atrakcje
- Katedra św. Kanuta (Skt. Knuds Domkirke) – kościół noszący wezwanie króla Danii Kanuta, późniejszego świętego, zamordowanego wraz z bratem Benedyktem i 17 towarzyszami w 1086 w pobliskim kościele św. Albana. Gotycka świątynia jest mauzoleum grobowym królów Danii. Oprócz św. Kanuta, którego ciało spoczywa w oszklonym relikwiarzu, pochowani zostali tutaj następujący duńscy monarchowie:
  - Eryk III (grób nie zachował się),
  - Jan II Oldenburg i jego żona królowa Krystyna saska,
  - ich syn, król Chrystian II Oldenburg i jego żona, królowa Izabela Habsburg.

Groby królewskie do 1807 znajdowały się w kościele franciszkanów, ale przed jego rozbiórką przeniesiono je do katedry.
- Kościół Joannitów (Skt. Hans Kirke) – obecny kształt nadała świątyni przebudowa z lat 1878–1880, ale pierwotnie był to kościół romański i należał do klasztoru joannitów.
- Dom rodzinny H.Ch. Andersena (H. C. Andersens Barndomshjem) – obecnie muzeum. Pisarz mieszkał tu w dzieciństwie, 1807-19. Muzeum dokumentuje lata dziecinne Andersena.
- Dom H.Ch. Andersena (H. C. Andersens Hus) – wg tradycji (podawanej jednak w wątpliwość) jest to dom, w którym pisarz się urodził. Obecnie mieści się tutaj muzeum biograficzne pisarza, biblioteka i archiwum, a także ekspozycja dotycząca życia i twórczości pisarza, składająca się m.in. z jego osobistych rzeczy.
- Zamek (Odense Slot) – pierwotnie należał do klasztoru joannitów. Najstarsza część budynku pochodzi z XV w. Fryderyk IV dokonał przebudowy budynku w latach 1720–1723 w stylu barokowym, dobudowując skrzydło północne.
- Muzeum Carla Nielsena (Carl Nielsens Museum) – zajmuje się gromadzeniem eksponatów dotyczących życia i twórczości tego duńskiego kompozytora.
- Muzeum Kolei Duńskich (DSBs Jernbanemuseum) – chronologiczne zbiory ilustrujące historię kolei w Danii od ich powstania w 1847 r. do dzisiaj.
- Muzeum Sztuki Fionii (Fyns Kunstmuseum) – posiada zbiory sztuki duńskiej (malarstwo, grafika i rzeźba) od ok. 1750 r.
- Wieś z Fionii (Den Fynske Landsby) – skansen z ok. 20 obiektami ilustrującymi historię budownictwa wiejskiego na Fionii.
- Zoo Odense – ogród zoologiczny specjalizujący się w małych ssakach Europy i ptakach.

## Sport
- Odense Bulldogs – klub hokeja na lodzie
- Odense Boldklub – klub piłki nożnej
- Odense Håndbold – klub piłki ręcznej kobiet
- Marienlyst Odense – klub piłki siatkowej mężczyzn
- Odense Stadion – stadion
- Arena Fyn – hala widowiskowo-sportowa

## Miasta partnerskie
| - Brno, Czechy - Columbus, USA - Funabashi, Japonia - Groningen, Holandia - Iksan, Korea Południowa - Izmir, Turcja - Katowice, Polska - Kowno, Litwa - Kijów, Ukraina - Klaksvík, Wyspy Owcze | - Kópavogur, Islandia - Norrköping, Szwecja - Östersund, Szwecja - Petach Tikwa, Izrael - Schwerin, Niemcy - Shaoxing, ChRL - St Albans, Wielka Brytania - Tampere, Finlandia - Trondheim, Norwegia - Upernavik, Grenlandia |